# Jey Uso
Joshua Samuel Fatu (* 22. srpna 1985, San Francisco, USA), známější jako Jey Uso, je americký profesionální zápasník. Pracuje ve společnosti WWE, v show Raw. Je členem velké wrestlingové rodiny Anoaʻi.

## Kariéra
V rámci tag teamu s bratrem získal celkem osmkrát WWE Tag Team Championship (třikrát Raw a pětkrát SmackDown) a stal se součástí několika významných příběhových linií. V letech 2020–2023 byl klíčovým členem frakce The Bloodline po boku Romana Reignse, Sola Sikoa a právě Jimmyho Usa. V roce 2023 frakci opustil a zahájil sólovou kariéru.
Na podzim roku 2024 získal svůj první individuální titul, WWE Intercontinental Championship. Na začátku roku 2025 zvítězil v zápase Royal Rumble, čímž si zajistil zápas o světový titul na WrestleManii. Dne 19. dubna 2025 na WrestleManii 41 porazil Gunthera a poprvé v kariéře získal World Heavyweight Championship.

## Život
Narodil se v americkém San Franciscu matce Talisua Fuavai a otci Solofa Fatuovi mladšímu. Má dvojče Jonathana a dalšího bratra Sola. Navštěvoval Escambia High School na Floridě a následně Escambia High School, zde hrál americký fotbal. Ten později hrál profesionálně, nakonec se ale rozhodl pro wrestling. Od roku 2009 pravidelně působí ve společnosti WWE, stejně jako jeho další příbuzní.
V roce 2015 si vzal za ženu Takecia Travis, mají spolu dva syny.

## Počítačové hry
Pravidelně se objevuje ve videoherní sérii WWE 2K, poprvé ve hře WWE 13.

## Úspěchy

### WWE
- World Heavyweight Championship (1x)
- WWE Intercontinental Championship (1x)
- WWE Raw Tag Team Championship - (4x) s Jimmym Usem (3x) a s Codym Rhodesem (1x)
- WWE SmackDown Tag Team Championship - (6x) s Jimmym Usem (5x) a s Codym Rhodesem (1x)
- André the Giant Memorial Battle Royal (2021)
- Slammy Award (4x)